# Liste der Bahnhöfe in der Freien Hansestadt Bremen

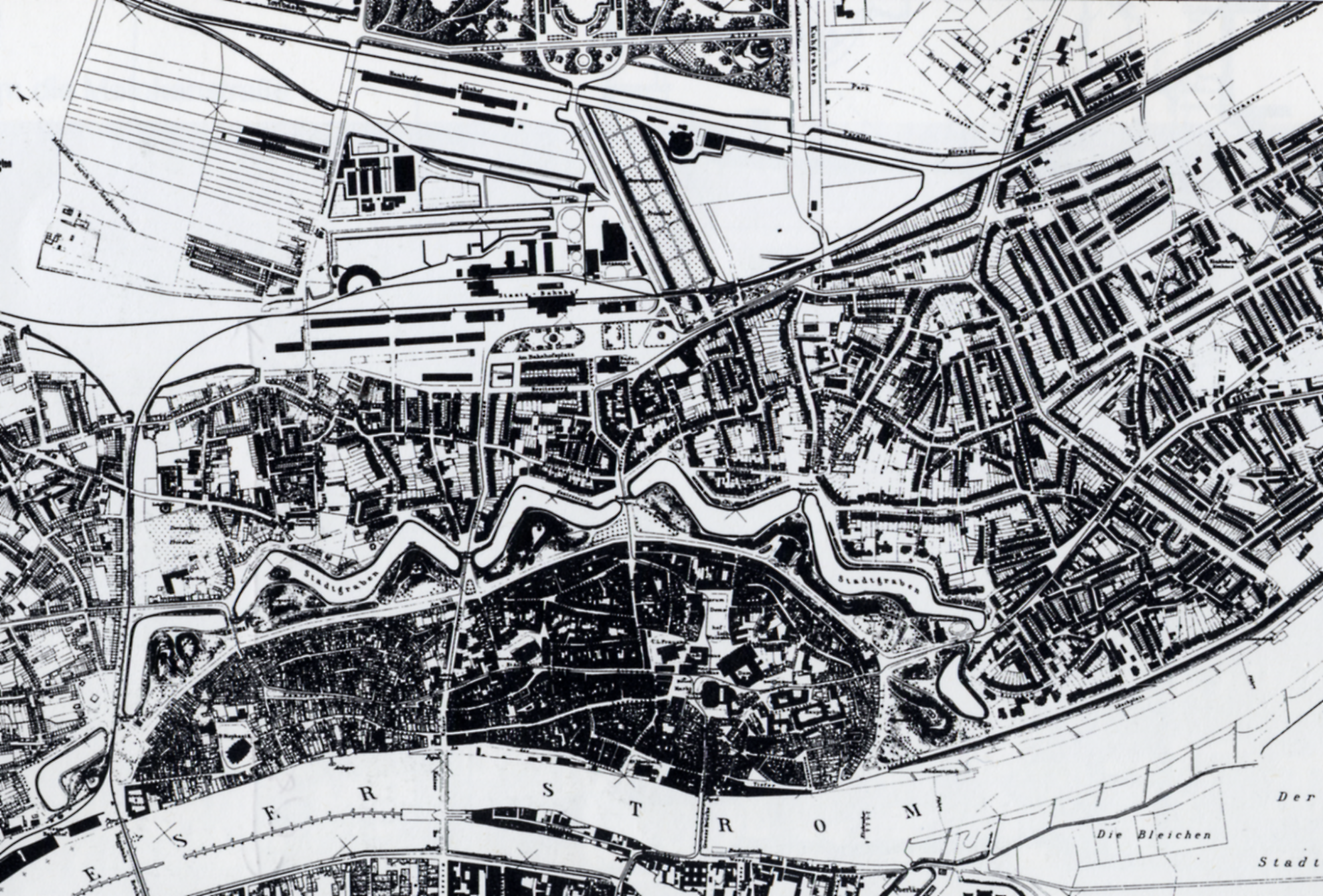
Bremen 1884,
oben: Der Bürgerpark
darunter: Venloer bzw. Hamburger Bahnhof
darunter: Staats- bzw. Centralbahnhof
unten: Altstadt und Weser

Die Liste der Bahnhöfe in der Freien Hansestadt Bremen enthält alle bestehenden und ehemaligen Bahnhöfe in der Freien Hansestadt Bremen, die sich aus den beiden Stadtgemeinden Bremen und Bremerhaven zusammensetzt. Der erste Bremer Bahnhof wurde 1847 eröffnet, die ersten Bahnhöfe auf heutigem Bremerhavener Stadtgebiet folgten 1862 (im damaligen Geestemünde) und 1896 (im damaligen Lehe).

## Bestehende Bahnhöfe

### Land Bremen
Im Land Bremen bestehen 23 betriebene Bahnhöfe mit Personenverkehr, davon sind 18 komplett barrierefrei ausgebaut (Stand 2014). Die Realisierbarkeit von sieben neuen Stationen soll nach dem Verkehrsentwicklungsplan (VEP) geprüft werden.

### Bremen

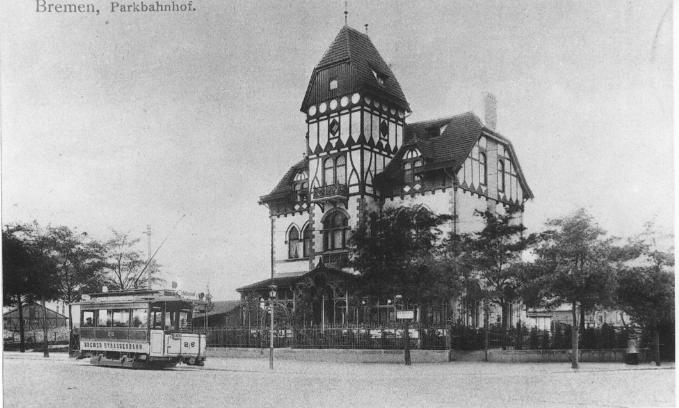
Bremen Parkbahnhof von 1905

Der erste Bahnhof wurden in Bremen bereits 1847 als Hannoverscher Bahnhof für die Bahnstrecke Wunstorf–Bremen in Betrieb genommen. Dieser Bahnhof wurde 1889 zugunsten des Centralbahnhofs abgerissen. Seit 1847 gab es auch einen Bahnhof Sebaldsbrück. 1862 wurde eine durchgehende Bahnstrecke Bremen–Geestemünde eröffnet. Als Güterbahnhof folgte der Weserbahnhof 1857/1859.
Bremer Hauptbahnhof

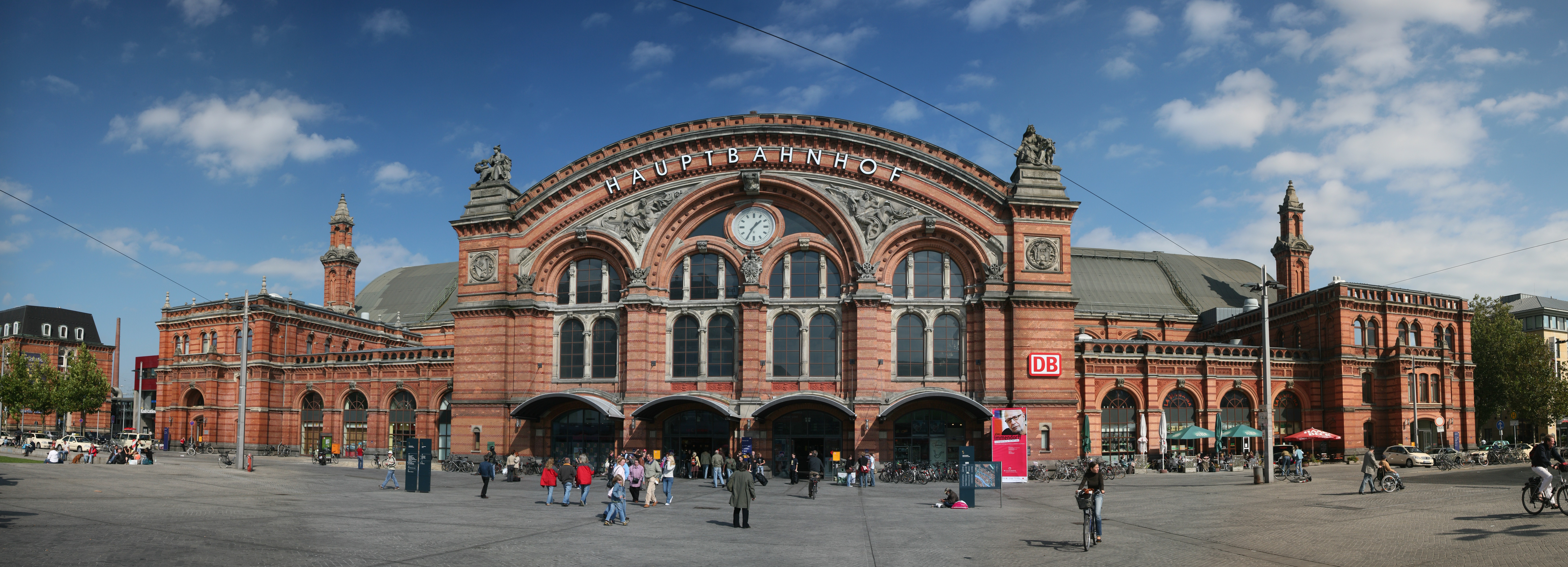
Bremen Hauptbahnhof

Der Hauptbahnhof Bremen von 1891, früher Centralbahnhof oder auch Staatsbahnhof genannt, ist der wichtigste Bahnhof der Stadt Bremen und der Freien Hansestadt Bremen als Land. Er wurde geplant von Hubert Stier. Der Hamburger Bahnhof wurde danach abgebrochen.
Weitere Bahnhöfe und Haltepunkte in Bremen sind
1. Bremen-Aumund, Bahnhof der Farge-Vegesacker Eisenbahn
2. Bremen-Blumenthal von 1888, Bahnhof der Farge-Vegesacker Eisenbahn
3. Bremen-Burg an der Bahnstrecke Bremen–Bremerhaven und der Bahnstrecke Bremen-Burg–Bremen-Vegesack
4. Bremen-Farge, Bahnhof der Farge-Vegesacker Eisenbahn
5. Bremen-Hemelingen von 1873, Bahnhof der Bahnstrecke Wanne-Eickel–Hamburg
6. Bremen-Kirchhuchting, Haltepunkt der Bremen-Thedinghauser Eisenbahn
7. Bremen-Klinikum Bremen-Nord/Beckedorf, Haltepunkt der Farge-Vegesacker Eisenbahn
8. Bremen-Kreinsloger (in Rönnebeck), Haltepunkt der Farge-Vegesacker Eisenbahn
9. Bremen-Lesum, Haltepunkt an der Bahnstrecke Bremen-Burg–Bremen-Vegesack
10. Bremen-Mahndorf an der Bahnstrecke Bremen–Hannover
11. Bremen-Mühlenstraße in Blumenthal, Haltepunkt der Farge-Vegesacker Eisenbahn
12. Bremen-Neustadt, Bahnhof der Bahnstrecke Bremen–Oldenburg
13. Bremen-Oberneuland, Haltepunkt der Bahnstrecke Wanne-Eickel–Hamburg
14. Bremen-Oslebshausen an der Bahnstrecke Bremen–Bremerhaven
15. Bremen-Schönebeck, Haltepunkt der Bahnstrecke Bremen-Burg–Bremen-Vegesack
16. Bremen-Sebaldsbrück von 1847 an der Bahnstrecke Bremen–Hannover
17. Bremen-St. Magnus, Haltepunkt der Bahnstrecke Bremen-Burg–Bremen-Vegesack
18. Bremen-Turnerstraße in Rönnebeck, Haltepunkt der Farge-Vegesacker Eisenbahn
19. Bremen-Vegesack ist der Bahnhof Vegesack ein Kopfbahnhof aus dem 19. Jahrhundert an der Bahnstrecke Bremen-Burg–Bremen-Vegesack und der Bahnstrecke Bremen-Farge–Bremen-Vegesack
20. Bremen-Walle an der Bahnstrecke Bremen–Bremerhaven

Dazu kommen die Güterbahnhöfe (Gbf) und Rangierbahnhöfe (Rbf) (Abkürzungen in Klammern):
1. Gbf Bremen-Farge
2. Gbf Bremen-Farge-Ost
3. Gbf Bremen-Grolland (HBG HB-Grolland)
4. Gbf Bremen-Mitte
5. Gbf Bremen-Inlandshafen (HBI HB-Inlandshafen)
6. Gbf Bremen-Klöckner-Hütte (HBK HB Klöckner-Hütte)
7. Gbf Bremen-Neustadt (HBN HB Neustadt)
8. Rbf Gröpelingen
9. Rbf Rablinghausen

### Bremerhaven
In Geestemünde wurde 1862 der erste Bahnhof im heutigen Bremerhaven für die neue Bahnstrecke nach Bremen errichtet. 1896 folgte der Ausbau der Bahnlinie nach Cuxhaven mit Haltepunkten in Lehe und in Speckenbüttel sowie eine Nebenstrecke nach Bederkesa, die seit 1990 einer Museumsbahn dient. Der bestehende Bahnhof in Lehe stammt von 1914.
Bremerhavener Hauptbahnhof

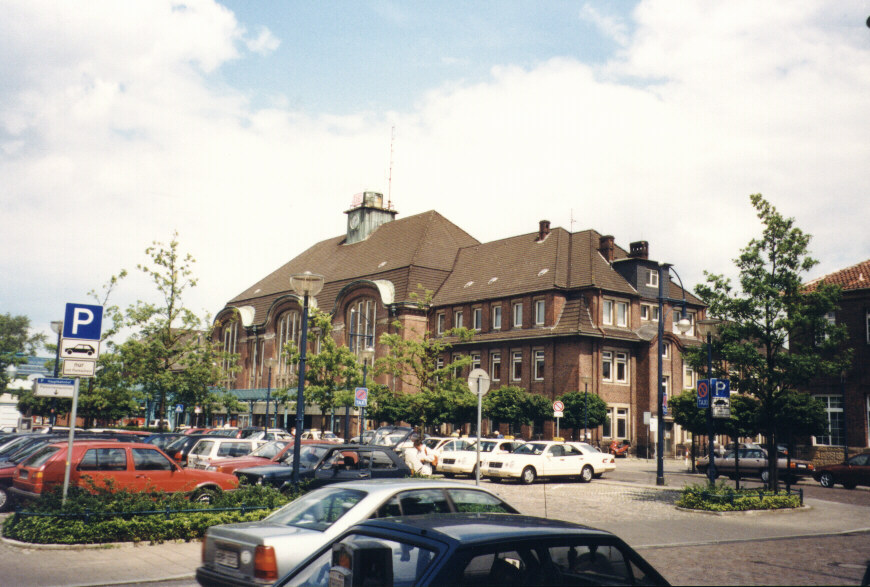
Bremerhaven Hauptbahnhof

Der Hauptbahnhof Bremerhaven, ab 1. Juli 1914 Bahnhof Geestemünde--Bremerhaven, ist der wichtigste Bahnhof der Seestadt Bremerhaven. Er entstand 1913/14 und ersetzte den alten Bahnhof Geestemünde von 1862 für die Geestebahn, der zum Güterbahnhof wurde.
Weitere Bahnhöfe und Haltepunkte in Bremerhaven sind
1. Bremerhaven-Columbusbahnhof von 1927 für viele Auswandererzüge mit dem direkten Umstieg auf die Schiffe. Von 1958 bis 1960 Neubau der Fahrgastanlage mit dem Bahnhof (heute nur vereinzelte Bedienung für Kreuzfahrtschiffe).
2. Bahnhof Bremerhaven-Lehe in Lehe, an der Bahnstrecke Bremerhaven–Cuxhaven
3. Bremerhaven-Speckenbüttel an der Bahnstrecke Bremerhaven–Cuxhaven, (stillgelegt)
4. Bremerhaven-Wulsdorf an der Bahnstrecke Bremen–Bremerhaven
5. Bahnhof Schaufenster Fischereihafen
6. Güterbahnhof Kaiserhafen von 1980
7. Güterbahnhof Nordhafen von 1971

## Frühere Bahnhöfe

### Bremen

#### Kleinbahn Bremen–Tarmstedt
1. Der  Bremer Parkbahnhof der Kleinbahn Bremen–Tarmstedt, auch Kleinbahn Jan Reiners genannt, befand sich an der Stelle der heutigen Stadthalle. Er war von 1900 bis 1956 in Betrieb und wurde 1960 abgerissen.
2. Der Bahnhof Bremen Hemmstraße in Bremen-Findorff
3. Den Haltepunkt Munte| gab es ab 1938
4. Der erste Haltepunkt Bremen-Horn in der Straße Am Herzogenkamp in Horn war von 1900 bis 1927 in Betrieb und hatte eine kleine Gastwirtschaft. Heute wird das gesamte Gebäude als Restaurant benutzt[2].
5. Der zweite Haltepunkt Bremen-Horn lag 500 Meter weiter nördlich an der Vorstraße und war von 1927 bis 1956 in Betrieb.
6. Der Haltepunkt Lehesterdeich wurde 1900 angelegt und ab 1912 auch für dem Güterverkehr genutzt.
7. Der Haltepunkt Borgfeld auf dem bremenseitigen Wümmedeich in Borgfeld war von 1900 bis 1956 in Betrieb; ein Gebäude ist noch erhalten. Hannoverscher Bahnhof von 1847

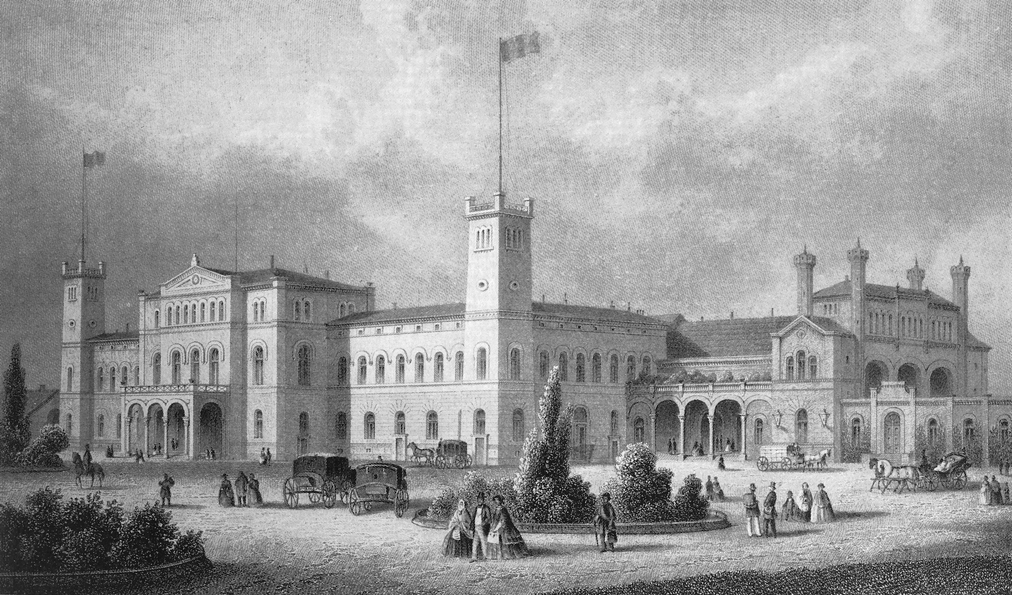
Hannoverscher Bahnhof von 1847

#### Andere Bahnhöfe
1. Hamburger Bahnhof siehe bei Venloer Bahnhof.
2. Der Hannoversche Bahnhof entstand bis 1847 nach Plänen von Baurat Mohr und Alexander Schröder. Er stand beim Gelände des heutigen Hauptbahnhofs Bremen. Er hatte einen klassizistischen Mittelteil mit Dreiecksgiebeln und zwei Seitentürme. Bäume, Wege und Laternen gestalteten den Bahnhofsvorplatz. Er wurde 1885 abgerissen und östlich davon wurde bis 1889 der heutige Centralbahnhof gebaut. Haltepunkt Bremen-Horn von 1902

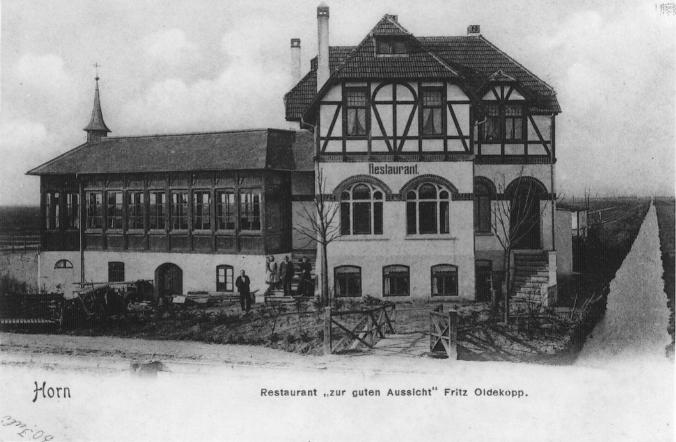
Haltepunkt Bremen-Horn von 1902

3. Farge-Ost war ein Bahnhof der Farge-Vegesacker Eisenbahn und Endbahnhof der Niederweserbahn
4. Bahnhof Rekum an der Niederweserbahn
5. Der Neustadtsbahnhof wurde 1867 im neugotischen Stil in der Neustadt für die Oldenburger Bahn gebaut. Er wurde 1931 durch einen Klinkerbau ersetzt. Er ist als Haltepunkt erhalten.
6. Der Bahnhof in Bremen-Huchting von 1910 im Ortsteil Kirchhuchting an der Bahnstrecke Bremen–Oldenburg ist nicht mehr in Betrieb
7. Der Venloer Bahnhof oder Hamburger Bahnhof entstand 1873 auf der Bürgerweide Bremen für die Bahnstrecke Hamburg–Venlo bzw. Osnabrück. 1889 wurde der Bahnhof im Zusammenhang mit dem Bau des Hauptbahnhofs abgerissen. Weserbahnhof

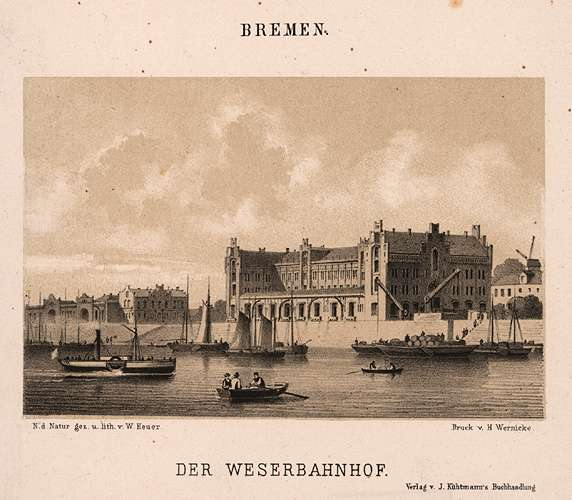
Weserbahnhof

8. Der Weserbahnhof war ein 1857/1859 erbauter Güterbahnhof im Bremer Freihafen für die Verlängerung der Eisenbahnlinie von Hannover nach Bremen von 1848 in Richtung des Freihafens. Der Bahnhof wurde 1929 von der Bremer Lagerhaus-Gesellschaft übernommen und im Zweiten Weltkrieg zerstört. Nach 1945 wurde er verändert wieder aufgebaut. Seine Nebengebäude dienten bis 2019 dem Unternehmen Kellogg’s und sind inzwischen abgerissen. Der Weser Tower steht heute in der Nähe des damaligen Bahnhofs.

### Bremerhaven
1. Der Bahnhof Geestemünde stand von 1862 bis 1913 und wurde im Zuge des Neubaus des heutigen Bremerhavener Hauptbahnhofs abgerissen
2. Der Zollinlandbahnhof in Bremerhaven war ab 1896 ein Güter- und Rangierbahnhof für die Kaiserhäfen.
3. Bahnhof Wulsdorf-Süd und Haltepunkt Wulsdorf-West an der ehemaligen Niederweserbahn

## Ranking der Bahnhöfe
Das aktuelle Ranking der von der Deutschen Bahn betriebenen Bahnhöfe in Bremen zeigt sich wie folgt:
| Bf-Nr | Ort                  | Kategorie 2020 |
| ----- | -------------------- | -------------- |
| 855   | Bremen Hbf           | 2              |
| 856   | Bremen-Neustadt      | 5              |
| 857   | Bremen-Burg          | 4              |
| 858   | Bremen-Hemelingen    | 6              |
| 859   | Bremen-Lesum         | 5              |
| 860   | Bremen-Mahndorf      | 4              |
| 861   | Bremen-Oberneuland   | 6              |
| 862   | Bremen-Oslebshausen  | 5              |
| 863   | Bremen-Schönebeck    | 5              |
| 864   | Bremen-Sebaldsbrück  | 5              |
| 865   | Bremen-St Magnus     | 5              |
| 866   | Bremen-Vegesack      | 5              |
| 867   | Bremen-Walle         | 4              |
| 868   | Bremerhaven Hbf      | 3              |
| 870   | Bremerhaven-Lehe Pbf | 5              |
| 871   | Bremerhaven-Wulsdorf | 6              |